# ローラ・T900
ローラ・T900 (Lola T900) は、ローラが設計・製造したオープンホイールレーシングカーである。1985年のインディカー・シーズンで使用された。全15戦中5勝を挙げ、アル・アンサーJr.が2勝、マリオ・アンドレッティが3勝によるものだが、その年のインディアナポリス500では勝利を手にすることが出来なかった。エンジンは800 hp (600 kW) 発生するフォード・コスワース DFXを搭載していた。